# ポスト京都議定書
ポスト京都議定書（ポストきょうとぎていしょ、英: Post-Kyoto Protocol）とは、京都議定書の第一約束期間である2008年～2012年以降の、世界の温室効果ガス削減の枠組みとして議論されていた、気候変動枠組条約の「新たなる目標」の通称。

## 概要
1997年12月11日に議決、2005年2月16日に発効した京都議定書は、2008年から2012年の第一約束期間内に先進国全体の温室効果ガス6種の合計排出量を1990年に比べて5%以上削減することを全体的目標とし、先進国に対して国ごとに削減目標を定めている。第一約束期間以降、京都議定書を引き継ぐ枠組みとして世界各国が議論を行ってきた。日本では、英語の接頭辞Postを冠して「ポスト京都議定書」と呼ぶのが慣習となっており、略して「ポスト京都」などとも呼ばれた。この呼称はほかの言語圏でもほとんど同じである。
京都議定書では、当時最大排出国であったアメリカの離脱、インドや中国などの大量排出国が規制対象外、カナダの削減目標達成断念、CIS諸国のホットエア問題など、多数の問題が発生している。これらの問題をポスト京都議定書で解決していくことが期待されている。

## ポスト議定書の動向
ポスト京都議定書の公式な交渉は、京都議定書のもとで第一約束期間以降の枠組みを議論する「京都議定書改正に関する特別作業部会」(AWG-KP。議定書AWGと呼ばれることもある。)、気候変動枠組条約のもとでの枠組みを議論する「長期的協力行動に関する特別作業部会」（AWG-LCA。条約AWGと呼ばれることもある。）で行われた。このほか、主要国首脳会議、EU、APECなどの国際組織が議論の場となった。
2005年12月、カナダ・モントリオールでのCOP11/MOP1で、京都議定書の規定に従い、「京都議定書改正に関する特別作業部会」(AWG-KP)の立ち上げが決定された。
2007年12月、インドネシア・バリ島でのCOP13/MOP3で、「バリ行動計画」が採択された。本計画では、京都議定書のように特定の国に削減義務を課すのではなくすべての国に行動を求める新しい枠組みを作ること、そのために「長期的協力行動に関する特別作業部会」（AWG-LCA）を立ち上げること、2009年までに結論を出すことになった。これ以降、AWG-LCA（条約AWG）とAWG-KP（議定書AWG）が並走することとなる。
2008年1月のダボス会議、3月と6月にはIEA閣僚理事会、5月と6月には神戸と青森でG8環境・エネルギー大臣会合、6月と11月にはAPEC会合、7月には洞爺湖サミット、12月にCOP14/MOP4が開かれて協議が行われた。
2009年には5回の特別作業部会（AWG）が開かれ、議論が進められた。
交渉期限であった2009年末にデンマーク・コペンハーゲンで開かれたCOP15/MOP5では、最終局面で一部の国々の反対により、結論を翌年に持ち越した。
2010年末にメキシコ・カンクンで開かれたCOP16/MOP6でようやく「カンクン合意」の採択に至った。
その後も詳細な制度設計が続けられ、2012年にカタール・ドーハで開かれたCOP18/MOP8で京都議定書の改正案、バリ行動計画の全ての議題に関する一連の決定が採択され、AWG-LCA、AWG-KPはともに終了した。

## カンクン合意の概要

### 先進国の削減目標
- 先進国各国が提出した2020年目標の進捗評価のために、二年に一度報告書を提出し、国際審査を受ける。

### 途上国の削減行動
- 支援を求める行動と支援とのマッチングを図る登録簿を設立。
- 削減行動の進捗評価のために、二年に一度報告書を提出し、国際分析を受ける。

### 途上国支援
- 緑の気候基金（GCF）の設立
- カンクン適応枠組みの設立　他

## 主要国の削減目標・削減行動
| 国     | 目標・行動                                           |
| ------ | ---------------------------------------------------- |
| 日本   | 2020年度までに2005年度比で排出量を3.8%削減           |
| EU     | 2020年までに1990年比で排出量を20%削減                |
| 米国   | 2020年に2005年比で排出量を17%削減                    |
| 豪州   | 2013年から2020年の間に2000年比で排出量を5%削減       |
| ロシア | 2020年までに1990年比で排出量を25%削減                |
| 中国   | 2020年までに2005年比でGDP当たりCO2排出量を40-45%削減 |
| インド | 2020年までに2005年比でGDP当たり排出量を20-25%削減    |